# Laelys Alavez
Laelys Alavez (1 de febrero de 2007) es una deportista francesa que compite en natación sincronizada. Ganó una medalla de bronce en los Juegos Europeos de Cracovia 2023, en la prueba equipo técnico.

## Palmarés internacional
| Juegos Europeos | Juegos Europeos    | Juegos Europeos   | Juegos Europeos |
| Año             | Lugar              | Medalla           | Prueba          |
| --------------- | ------------------ | ----------------- | --------------- |
| 2023            | Oświęcim (Polonia) | Medalla de bronce | Equipo técnico  |